# 撃鉄 GEKITETZ ワルシャワの標的
『撃鉄 GEKITETZ ワルシャワの標的』（げきてつ GEKITETZ ワルシャワのひょうてき、原題: The Foreigner）は、2002年のアメリカ映画。

## キャスト
※（）は日本語吹き替え
- ジョナサン・コールド - スティーヴン・セガール（大塚明夫）
- デュノワ - マックス・ライアン（木下浩之）
- メレディス - アンナ＝ルイーズ・プロウマン（坪井木の実）
- ヴァン・エイカン - ハリー・ヴァン・ゴーカム（寺杣昌紀）
- ショーン・コールド - ジェフリー・ピアース（室園丈裕）
- オリファント - ゲイリー・レイモンド（上田敏也）
- マルケ - フィリップ・ダンバー（佐々木勝彦）
- クラリッサ - イザベラ・オクラサ（浅井清己）
- ミムズ - シャーマン・オーガスタス（楠大典）
- 刺客 - デオビア・オパレイ（江川央生）

## スタッフ
- 監督：マイケル・オブロウィッツ
- 製作：カマル・アブクハタール、アンドリュー・スティーヴンス、スティーヴン・セガール、エリー・サマハ
- 共同製作：フィル・ゴールドファイン
- 脚本：ダーレン・キャンベル
- 撮影：マイケル・スロヴィス
- 音楽スーパーヴァイザー：マイケル・ロイド
- 編集：マイケル・クージ